# Johan Van Hecke
Johan Van Hecke (n. 2 decembrie 1954, Gent, Flandra, Belgia) este un om politic belgian, membru al Parlamentului European în perioada 1999-2004 din partea Belgiei.
1. ↑  Deputații în Parlamentul European
2. ↑   http://www.assembly.coe.int/nw/xml/AssemblyList/MP-Details-EN.asp?MemberID=2737 Lipsește sau este vid: |title= (ajutor)